# Demetrius Alexander
Demetrius Darnell Alexander  (* 3. November 1975 in St. Louis, Missouri) ist ein professioneller US-amerikanischer Basketballspieler. Seine größten Erfolge feierte er mit dem lettischen Verein Barons/LMT aus Riga, mit denen er 2008 nicht nur die lettische Meisterschaft, sondern auch den europäischen Vereinswettbewerb FIBA EuroCup gewann. In der lettischen Meisterschaft wurde er als Most Valuable Player (MVP) wie zuvor in der japanischen Meisterschaft 2000 ausgezeichnet, zudem wurde er 2008 in das All-Star-Team des EuroCup-Wettbewerbs gewählt. Seit 2012 spielt er für den israelischen Erstligisten Bnei haSharon.

## Karriere

### College
Als erfolgreicher Basketballspieler an seiner High School im heimatlichen US-Bundesstaat Missouri wechselte Alexander 1994 zunächst zum Studium an das Junior College Hutchinson Community College in Hutchinson (Kansas). Das Hochschul-Basketballteam Blue Dragons war zu dieser Zeit amtierender landesweiter Meister der Junior Colleges in der NJCAA. In den folgenden zwei Jahren konnte dieser Erfolg nicht wiederholt werden. 1996 setzte Alexander sein Studium an der University of Alabama in Tuscaloosa fort und spielte für das Hochschulteam Crimson Tide unter anderem zusammen mit M.C. Mazique in der Southeastern Conference der NCAA. Die Conference wurde zu dieser Zeit vor allem von den Wildcats der University of Kentucky dominiert, die 1996 Meister, 1997 Vize und 1998 Meister des NCAA-Division-I-Basketball-Championship-Turniers wurden. Auch Alexander konnte mit den Crimson Tide keine besonderen Erfolge feiern.

### Vereine
Nachdem Alexander auch im NBA Draft unberücksichtigt geblieben war, setzte er seine Karriere als Profi zunächst in der Minor League CBA fort. Nachdem er sich 1998/99 über CBA und die Sommerliga USBL nicht für einen Vertrag in der am höchsten dotierten Profiliga NBA empfehlen konnte, spielte er die Spielzeit 1999/2000 in Japan bei Hitachi Helios aus Osaka zu Ende. Mit dieser Mannschaft konnte er die Meisterschaft erringen und wurde der als MVP der Liga ausgezeichnet. Anschließend hatte er kurze Engagements in der International Basketball League und war in einer australischen Minor League aktiv.
Für die Saison 2000/01 ging Alexander nach Israel, das organisatorisch zum Kontinentalverband FIBA Europa gehört. Nach einer Spielzeit beim galiläischen „Arbeiterverein“ Hapoel Galil Elyon wechselte er zum Namensvetter und Vizemeister in die Hauptstadt Jerusalem. Während man das Meisterschaftsfinale verpasste, zog der Verein mit Alexander 2002 erneut ins israelische Pokalfinale ein, wo man ein weiteres Mal Seriensieger Maccabi Tel Aviv unterlag. Für die Spielzeit 2002/03 bekam er einen Vertrag in der italienischen Lega Basket Serie A bei Snaidero aus Udine. Snaidero erreichte im europäischen Vereinswettbewerb ULEB Cup 2002/03 das Achtelfinale, wo man gegen den nationalen Konkurrenten Metis Varese ausschied. In der nationalen Meisterschaft beendete Snaidero die Saison als Vorletzter und konnte den Abstieg nur durch den Ausschluss von Virtus Bologna vermeiden. In der Sommerpause 2003 hatte Alexander endlich einen Vertrag in der NBA bei den Utah Jazz. Bei der Nominierung des endgültigen Saisonkaders blieb er jedoch unberücksichtigt und wurde vor Saisonbeginn Ende Oktober entlassen. Im Dezember 2003 hatte er noch einen kurzen Vertrag im israelischen Haifa.
Im April 2004 unterschrieb Alexander erstmals einen Vertrag in der spanischen Liga ACB. Beim Basketballklub aus Fuenlabrada hatte er jedoch auch nur einen Kurzzeitvertrag und konnte den Abstieg des Vereins nicht mehr verhindern. Anschließend war er zunächst in der Sommerliga Baloncesto Superior Nacional auf Puerto Rico aktiv und hatte dann noch Auftritte in der Minnesota Summer League für den NBA-Klub Philadelphia 76ers. Für die Saison 2004/05 bekam er doch ein längerfristiges Engagement beim spanischen Erstligisten Fórum Filatélico aus Valladolid. Bei Fórum wurde er in dieser Spielzeit zweimal als Spieler der Woche sowie als Spieler des Monats Dezember 2004 in der ersten spanischen Liga ausgezeichnet. Die Mannschaft konnte sich jedoch nicht für die Play-offs um die spanische Meisterschaft qualifizieren. In der Spielzeit 2005/06 spielte er in Südkorea, bevor er im Frühjahr 2006 zunächst in der LNB Pro A beim Hauptrundenersten Élan Béarnais aus dem südfranzösischen Pau unterschrieb. In den Meisterschafts-Play-offs schied man jedoch im Halbfinale gegen den späteren Titelträger Le Mans Sarthe Basket aus. In der Spielzeit 2006/07 war er erneut in der spanischen Liga ACB aktiv, wo er für Caja San Fernando aus Sevilla spielte. Wiederum wurde Alexander zweimal als Spieler des Spieltags (vorher: Woche) ausgezeichnet, trotzdem reichte es mit seiner Mannschaft erneut nur zu einer Mittelfeldplatzierung.
Für die Spielzeit 2007/08 ging er nach Lettland zum Verein Barons/LMT in Riga. Mit diesem Verein gewann er 2008 erstmals die nationale Meisterschaft. Außerdem erreichte man im europäischen Vereinswettbewerb FIBA EuroCup überraschend das Final-Four-Turnier, nachdem Alexander in elf Europapokalspielen fünf Double-Doubles erzielen konnte. Beim Endturnier auf Zypern schlug man im Halbfinale den baltisch-estnischen Konkurrenten Tartu Rock sowie mit einem Punkt im Finale den belgischen Vertreter Dexia aus Mons, wobei Alexander jeweils in den Schlussminuten entscheidenden Anteil am Erfolg hatte. In der folgenden Spielzeit 2008/09 konnte er mit den Barons an diese Erfolge nicht anknüpfen. Im höherrangigen europäischen Vereinswettbewerb ULEB Cup 2008/09, für den man nach dem Erfolg qualifiziert war, schied man frühzeitig in der ersten Gruppenphase aus. Im Februar 2009 verließ Alexander die Barons und wechselte zum Basketballklub ins ukrainische Donezk.
Mit BK Donezk wurde Alexander 2009 ukrainischer Vizemeister und beim All-Star-Game der ukrainischen Superliga als MVP ausgezeichnet. Für die Saison 2009/10 wechselte er in die griechische A1 Ethniki zu Enosi Kalathosfairisis aus Kavala. Hier spielte er nur wenige Spiele und wechselte im Januar 2010 zum ukrainischen Meister Asowmasch aus Mariupol. Mit Asowmasch konnte er die Meisterschaft in der Ukraine 2010 und 2011 zweimal erfolgreich verteidigen und wurde am ersten Spieltag der osteuropäischen VTB United League 2010/11 auch als MVP ausgezeichnet sowie als Spieler der Woche am dritten Spieltag des Eurocup 2010/11. Mit Asowmasch erreichte er das Final Four der VTB-Liga, wo man letztendlich den vierten Platz belegte. Seit Jahresbeginn 2012 spielt er wieder in Israel für den Erstligisten Bnei haSharon aus Herzlia.

## Auszeichnungen und Erfolge

### Mit der Mannschaft
- 1999  Meister Japans mit Osaka Helios
- 2008  Meister Lettlands mit BK Barons Riga
- 2008  Sieger FIBA Eurocup mit BK Barons Riga

### Persönliche Auszeichnungen
- Spieler der Woche/des Spieltages in der Liga ACB: 4-mal (2004/05: 1., 21. sowie 2006/07: 17., 24.)
- Spieler des Monats in der Liga ACB: Dezember 2004 (Spieltage 12 bis 15)
- FIBA EuroCup-All-Star außereuropäisch („Rest of the world“): 2008
- Spieler der Woche im Eurocup 2010/11: 3. Spieltag
- MVP des ersten Spieltags der Saison 2010–2011 in der VTB